# Gamo Viper Express
La gamo viperexpress es un arma de aire comprimido polivalente accionada por resorte y pistón que puede funcionar como escopeta o rifle de aire comprimido común.

## Diseño y características
El arma tiene una culata sintética en color gris con un picado en goma suave en la empuñadura para mayor confort, esta culata hace al arma utilizable sin dificultad tanto por diestros como por zurdos. En la parte trasera cuenta con un corterón de hule para absorber mejor el retroceso. La parte superior del cañón cuenta con una cinta ventilada, y en la parte posterior del rifle se cuenta con un carril de 11 mm para accesorios como miras o linternas. El arma tiene un acabado pavonado.
El rifle/escopeta cuenta con una planta Gamo 1000 que genera 750 pies por segundo (228 m/s) con cartuchos de escopeta y 725 pies por segundo (220 m/s) con proyectiles (diábolos o postas) calibre 5.5 mm, es tanta la potencia generada por el arma que penetra hasta 1/4 ‘’ en cartón comprimido en modo de escopeta. Debido a que el arma tiene un cañón liso, esta incluye un adaptador metálico estriado no mayor a 10 cm de longitud, que sirve para insertar proyectiles comunes en el arma.
El arma es accionada por resorte y pistón; es amartillada por quiebre de cañón, y es monotiro, al momento de amartillar se acciona automáticamente el seguro, eso para evitar disparos accidentales. Los cartuchos que utiliza el arma son recargables, se recomienda usar un total de 17 granos (1.1 g) en postas del número 9.
El arma ocupa un esfuerzo para amartillar de 13 kg y la sensibilidad del gatillo es de 1.7  kg.